# Zeetze
Zeetze ist ein Ortsteil der Gemeinde Luckau im Landkreis Lüchow-Dannenberg in Niedersachsen. Das Rundlingsdorf liegt drei Kilometer nordwestlich vom Kernbereich von Luckau.

## Geschichte
Am 1. Juli 1972 wurde Zeetze in die Gemeinde Luckau eingegliedert.

## Kirche

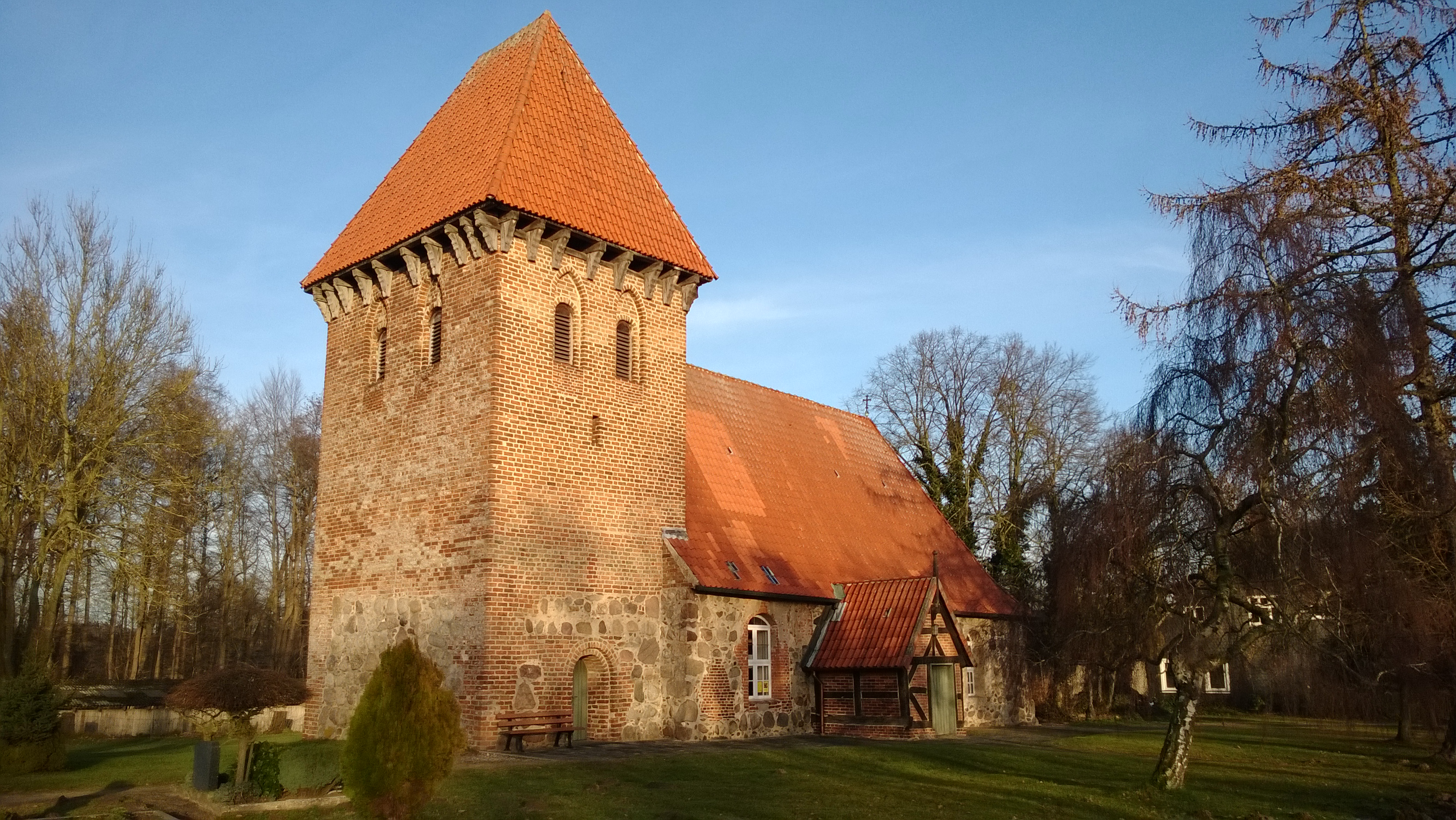
Kirche St. Johannis in Zeetze (Lüchow-Dannenberg)

Die evangelisch-lutherische Kirche St. Johannis in Zeetze stammt mit ihrem Turmsockel und dem rechteckigen Kirchenschiff aus spätromanischer Zeit. Der Westturm aus Backsteinen ist spätgotisch. Die gute bemalte Bretterdecke mit Rankenornamenten im Inneren der evangelischen Kirche stammt aus dem Anfang des 16. Jahrhunderts; sie wurde 1955 renoviert.

## Persönlichkeiten
- Jochen Senger